# Кробя (станция)
Кробя (пол. Krobia) — пассажирская и грузовая железнодорожная станция в городе Кробя, в Великопольском воеводстве Польши. Имеет 3 платформы и 4 пути.
Станция на железнодорожной линии Лодзь-Калиская — Форст, построена в 1888 году, когда эта территория была в составе Германской империи.